# 히라토바시역
히라토바시역(일본어: 平戸橋駅, ひらとばしえき)은 일본 아이치현 도요타시에 소재하는 나고야 철도 미카와선의 역이다. 역 번호는 MY10이다.

## 역 구조
단선 승강장 1면 1선의 지상역에서 미카와야마 선에서는 열차의 충돌이 유일하게 불가능한 역이다. 플랫폼은 4량 편성까지 대응한다. 커브에 있는 승강장은 굽어 있다. 또한, 원맨 운전 지원용 홈 센서의 폴 모니터 텔레비전이 플랫폼 상에 비치되어 있다.
전철이 정차 시의 차내 방송에서 "승강장과 전철 사이가 벌어지고 있습니다. 발등에 주의하세요"라고 알리고 있다. 모니터와 방송은 비사이선의 다마노 역과 같이 굽은 플랫폼과 전차의 폭(틈과 턱)의 관계상 안전 확인이나 주의를 촉진하기 위해서이다.
역 집중 관리 시스템을 도입한 무인역이며, 도요타 시 역에서 원격 관리되고 있다.

### 승강장
| 번호 | 노선        | 방향 | 행선                 |
| ---- | ----------- | ---- | -------------------- |
| 1    | ■ 미카와 선 | 하행 | 사나게 방면          |
| 2    | ■ 미카와 선 | 상행 | 도요타 시・지류 방면 |

## 역 주변
- 히라도바시 협곡
- 고시도 댐
- 도요타 시 민속 예술관
- 메이테쓰가쿠인 도자쿠 고등학교
- 국도 제153호선
- 아이치 지방 도로・기후 지방 도로 11호 도요타아케치 선
- 아이치 현도 58호 나고야토요타 선

## 역사
- 1924년 10월 31일: 미카와 철도 역으로 영업 개시.
- 1941년 6월 1일: 미카와 철도가 나고야 철도에 합병, 동사의 미카와 선의 역이 됨.
- 1943 ~ 1944년경: 화물 영업 폐지, 측선 철거.
- 1967년 4월 1일: 무인화.
- 2003년 10월 1일: 트랜 패스 사용 개시에 따라 역 집중 관리 시스템 도입.
- 2011년 2월 11일: IC카드 승차권 "manaca" 공용 개시.
- 2012년 2월 29일: 트랜 패스 공용 종료.

## 인접역
| 나고야 철도 미카와선    | 나고야 철도 미카와선 | 나고야 철도 미카와선  |
| ----------------------- | -------------------- | --------------------- |
| MY11 사나게 사나게 방면 |                      | 고시도 MY09 지류 방면 |